# تشاه غير
تشاه غير هي قرية في مقاطعة خور وبيابانك، إيران. يقدر عدد سكانها بـ 0 نسمة بحسب إحصاء 2016.